# Honda Crossroad
Lancé en mars 2007, le Honda Crossroad est un modèle du constructeur automobile japonais Honda. Descendant du HR-V, qui fut diffusé en Europe, le Crossroad est essentiellement réservé au marché japonais (il peut aussi se rencontrer sur quelques marchés asiatiques où la circulation se fait du côté gauche).
Il s'agit d'un break tendance "SUV" relativement compact et pouvant embarquer 7 personnes à bord. Son succès au Japon a été de courte durée puisque sa diffusion, déjà modeste en 2007, a chuté de moitié dès 2008. Sa carrière a été écourtée fin 2010.

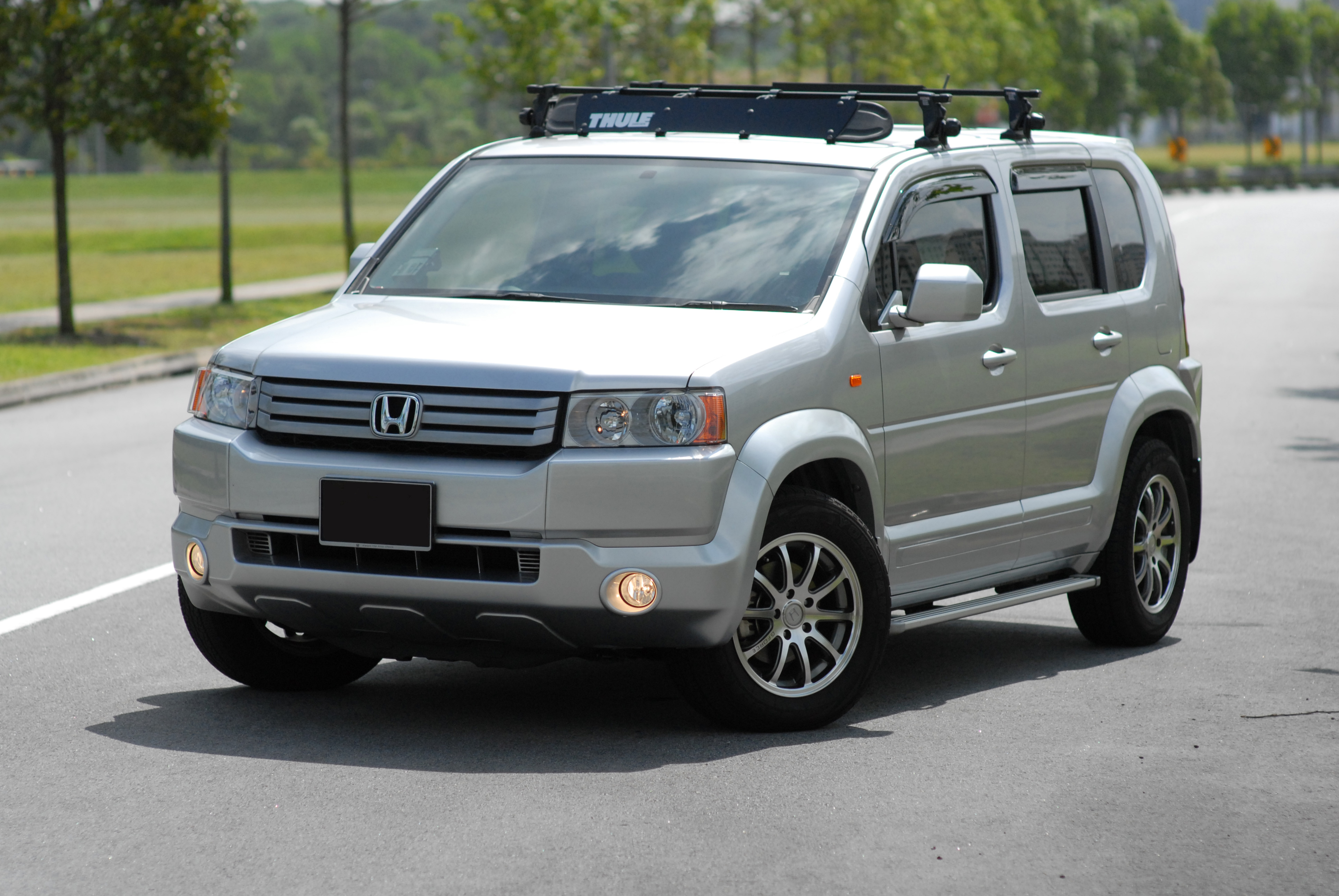
version accessoirisée